# Division d'Alger
La division d'Alger est une division d'infanterie de l'armée de terre française qui fait notamment partie du 19e corps d'armée basé en Algérie. Elle regroupe les unités de l'Armée d'Afrique en garnison dans la région d'Alger. Elle est dissoute en 1964.

## Création et différentes dénominations
- 1830 : ?
- septembre 1939 : dissolution, forme des divisions d'infanterie d'Afrique
- 1940 : recréé dans l'Armée d'Armistice comme division territoriale d'Alger
- novembre 1942 : devient division de marche d'Alger
- juin 1943 : devient 1re division d'infanterie algérienne
- juillet 1943 : devient 7e division d'infanterie algérienne
- août 1943 : dissolution
- février 1946 : division territoriale d'Alger
- mars 1956 : prend le nom de division militaire d'Alger
- mars 1957 : prend le nom de corps d'armée d'Alger
- juillet 1962 : prend le nom de 23e corps d'armée
- janvier 1963 : devient 20e division
- juin 1964 : dissolution de la 20e division

## 1830-1914
En 1854, l'infanterie de la division est constituée des unités suivantes :
- 14e bataillon de chasseurs à pied (part en Crimée en 1855)

- 11e régiment d'infanterie légère (devient 86e de ligne et part en Crimée en 1855)

- 25e régiment d'infanterie légère (devient 100e de ligne et part en Crimée en 1855)

- 45e régiment de ligne

- 60e régiment de ligne

- 65e régiment de ligne
- 93e régiment de ligne (rejoint en 1855 depuis Lyon)

- 1er régiment de zouaves (3e bataillon & dépôt)

- 2e bataillon d'infanterie légère d'Afrique

- Bataillon de tirailleurs d'Alger (puis 1er/2e bataillons de tirailleurs d'Alger en 1855)

- Dépôt des tirailleurs algériens

- 2e, 6e, 7e compagnies des fusiliers de discipline (ainsi que la 9e en 1855)

- 2e compagnie de pionniers

En 1860, l'infanterie est maintenant la suivante :
- 3e régiment de ligne
- 4e régiment de ligne
- 9e régiment de ligne

- 1er régiment de zouaves (3e bataillon & dépôt)
- 1er régiment de tirailleurs algériens

- Dépôt des tirailleurs algériens
- 2e bataillon d'infanterie légère d'Afrique

- 1re et 2e compagnies des fusiliers de discipline

- 2e compagnie de pionniers

### Première Guerre mondiale
Constitution en 1914
En 1914, la division a une taille réduite à cause des renforts envoyés pour pacifier le Maroc. Elle est constituée par la 1re brigade d'Algérie, basée à Alger :
- 1er régiment de zouaves à Alger ;
- 1er régiment de tirailleurs algériens à Blida ;
- 5e régiment de tirailleurs algériens à Blida ;
- 9e régiment de tirailleurs algériens à Miliana.

### Seconde Guerre mondiale

#### 1939-1940
En 1939, la division est composée comme suit :
- 1re brigade d'infanterie algérienne à Alger[3] :
  - 9e régiment de zouaves à Alger, Aumale, Fort-National ;
  - 13e régiment de tirailleurs sénégalais à Alger, Koléa et Orléansville.
- 5e brigade d'infanterie algérienne à Blida[3] :
  - 1er régiment de tirailleurs algériens à Blida, Cherchell et Laghouat ;
  - 5e régiment de tirailleurs algériens à Maison-Carrée, Alger et Dellys ;
  - 9e régiment de tirailleurs algériens à Miliana, Koléa et Ténès.

À la mobilisation, la 5e brigade d'infanterie forme la 81e division d'infanterie d'Afrique, qui part sur la ligne Mareth, déployée face à l'Italie jusqu'à sa dissolution fin 1940.

#### Armée de Vichy
Faisant partie de l'armée de Vichy, la division est composée ainsi :
- 1re brigade d'infanterie algérienne à Alger[3] :
  - 1er régiment de zouaves à Alger et Fort-National ;
  - 13e régiment de tirailleurs sénégalais à Alger.
- 5e brigade d'infanterie algérienne à Blida[3] :
  - 1er régiment de tirailleurs algériens à Blida, Cherchell et Dellys ;
  - 9e régiment de tirailleurs algériens à Miliana, Ténès et Orléansville.
- 1re brigade de cavalerie à Médéa :
  - 1er régiment de spahis algériens à Médéa, Bou-Saada, Teniel el Had, Djelfa et Laghouat ;
  - 5e régiment de chasseurs d'Afrique à Alger et Maison-Carrée.
- Autres unités de soutien[3] :
  - 65e régiment d'artillerie d'Afrique à Blida, Aumale et Maison-Carrée ;
  - 19e régiment du génie à Hussein Dey ;
  - Trois bataillons de sapeurs-mineurs et un bataillon de transmission ;
  - Un groupe de chemin de fer ;
  - 27e escadron du train à Alger ;
  - Deux groupes d'escadrons de la 7e légion de la Garde.

#### Combat aux côtés des Alliés
Constitution en 1942 (division de marche d'Alger)
À partir du 15 novembre 1942, la division devient une division de marche, constituée des unités suivantes :
- 1er régiment de tirailleurs algériens
- 9e régiment de tirailleurs algériens
- 3e régiment de zouaves
- 2e régiment de chasseurs d'Afrique
- 1er régiment de spahis algériens
- Artillerie : 
  - 65e régiment d'artillerie d'Afrique
  - 410e groupe anti-aérien

La division de marche d'Alger, ou division Deligne, couvre d'abord la frontière entre l'Algérie et la Tunisie envahie par l'Axe. En reformation de février à mars 1943, la division participe ensuite à l'offensive alliée en Tunisie. 
Constitution de la 7e division d'infanterie algérienne
Revenue en Algérie fin mai 1943, la division prend le nom de 1re division d'infanterie algérienne le 9 juin 1943, puis 7e division d'infanterie algérienne le 16 juillet 1943. Elle est dissoute le 15 août 1944.
Elle est constituée des unités suivantes :
- 1er régiment de tirailleurs algériens
- 9e régiment de tirailleurs algériens
- 29e régiment de tirailleurs algériens
- 1er régiment de spahis algériens
- 65e régiment d'artillerie d'Afrique

### L’après Seconde Guerre mondiale
En 1946, le 19e corps d'armée devient la 10e région militaire. La division territoriale d'Alger lui reste attaché. Elle recoupe les arrondissements d'Alger, d'Aumale, de Médéa, de Blida, de Miliana, d'Orléansville et de Tizi Ouzou. Dès janvier 1949, la division d'Alger est réorganisée : son état-major part à Tizi Ouzou, pour se rapprocher de potentiels troubles en Kabylie.
Le 17 mars 1956, la division territoriale d'Alger prend le nom de division militaire d'Alger. En juillet 1956, la division était organisée comme suit :
- subdivision d'Alger,
- subdivision de Blida,
- subdivision de Médéa,
- subdivision d'Orléansville, avec la 9e division d'infanterie,
- subdivision d'Aumale,
- subdivision de Tizi Ouzou (puis zone opérationnelle de Kabylie), avec la 27e division d'infanterie alpine et la 20e division d'infanterie.

La division militaire, ne correspond plus à une division au sens tactique du terme, pris le nom de corps d'armée le 8 mars 1957. En 1958, le corps d'armée d'Alger est divisé en quatre zones :
- zone Ouest Algérois (ZOA), avec la 9e division d'infanterie (PC à Orléansville),
- zone Sud Algérois (ZSA), avec la 20e division d'infanterie (PC à Médéa),
- zone Est Algérois (ZEA), avec la 27e division d'infanterie alpine (PC à Tizi Ouzou),
- zone Nord Algérois (ZNA), avec la 10e division parachutiste (PC à Hydra) et 7e division mécanique rapide (PC à Fort de l'Eau).

Après la putsch des généraux et la dissolution de la 10e DP le 30 avril 1961, la 1re brigade d'intervention est créée pour être rattachée au corps d'armée.
En juillet 1962, le corps d'armée d'Alger (9e et 20e DI, 27e DIA et groupement autonome d'Alger) prend le nom de 23e corps d'armée. Le 23e corps d'armée devient en 1er janvier 1963 la 20e division, PC à Cap Matifou et trois brigades, 31e à Aïn Taya, 32e à Blida et 33e à Miliana. La 52e brigade, de Ouargla, lui est rattachée du 30 avril 1963 à sa dissolution le 30 novembre 1963. La 20e division est dissoute le 15 juin 1964.

## Chefs de corps
- 1831 : général Dalton
- 1852 : général Camou
- 1871-1878 : général Wolff
- 1895 : général Collet-Meygret
- 1900 : général Servière
- 1906 - 1908 : général Menestrel
- 1912 - 1914 : général Muteau
- 1917 : général Capdepont
- 1928 - 1929 : général Georges
- 1933 - 1935 : général Corap
- 1935 - 1938 : général Laure
- 1938 - 1939 : général Paul Beynet
- 1942 : général Mast
- 1942 - 1943 : général Deligne[5]
- 1943 - 1944 : général Conne[5]
- 1944 - 1946 : général Breuillac
- 1949 - 1952 : général Édouard Laurent
- 1955 - 1957 : général Raymond Delange

## Sources et bibliographie
- Thierry Sarmant, Philippe Schillinger et Michel Hardy, Inventaire de la série H, sous-série 1 H1091-4881 : Algérie 1945-1967, t. I : Introduction générale, Château de Vincennes, Service historique de l'Armée de terre, 2000 (ISBN 2-86323-129-4, ISSN 1269-7397, lire en ligne).